# Нудота (роман)
«Нудота» (фр. La Nausée, перша назва «Меланхолія») — роман французького філософа, письменника й есеїста Жана-Поля Сартра, найвідоміший з його художніх творів, написаний у 1938 році, під час перебування Сартра в Гаврі. Деякі критики називають «Нудоту» найкращим романом письменника.

## Проблематика
Теми, які підіймає автор, типові для філософії існування —  абсурд людського життя, почуття страху, відчаю, безвиході. Сартр підкреслює значення свободи й пов'язані  з нею труднощі існування. Протагоніст роману намагається знайти Істину, зрозуміти навколишній світ. Абсурд насамперед розуміється як усвідомлення безглуздя та ірраціональності життя. М. А. Киссель у роботі «Філософська еволюція Ж. П. Сартра» описував зав'язку роману так: «Герою роману несподівано відкривається огидна картина оголеного буття, позбавленого покривів, якими зазвичай приховані сприймані речі. Вражений герой раптово усвідомлює, що чисте буття — це не абстракція мислення, а щось на зразок клейкої пасти, що заполонила собою весь простір, щойно наповнений світлом і фарбами й раптом постав у зовсім іншому вигляді…».

## Тематика сюжету

### Нудота
«Нудота» постає перед читачем у вигляді щоденника Антуана Рокантена. Мета щоденника — «докопатися до суті». Антуан описує як на нього час від часу находить відчуття «Нудоти». «Так ось що таке Нудота, отже, вона і є ця дійсність яка б'є по очах. А я то ламав собі голову! І писав про неї казна-що! Тепер я знаю: я існую, світ існує, і я знаю, що світ існує. От і все. Але мені це байдуже. Дивно, що все мені настільки байдуже, мене це лякає. А розпочалося це з того злощасного дня, коли я хотів кинути у воду гальку. Я вже зібрався жбурнути камінь, подивився на нього, і тут-то все і розпочалося: я відчув, що він існує. Після цього Нудота повторилася ще кілька разів: час від часу предмети починають існувати в твоїй руці». Також він зауважує: «Нудота не в мені, я відчуваю її там на цій стіні, на цих підтяжках, усюди навколо мене. Вона становить одне ціле з оцим кафе, а я всередині неї». «Раз відкривши цей „божевільний, божевільний світ“, Рокантен вже не може ніде і ні в чому знайти точку опори, все втратило звичні обриси і виявило новий вимір… Підґрунтям такого почуття є, звичайно, естетична чуйність до потворного — зворотний бік потягу до прекрасного…», — пише М. А. Киссель.

### Самотність
Головний герой часто уважно спостерігає за людьми, за натовпом, але ці спостереження можна порівняти з спостереженнями за тваринами — Антуан ніби навіть не вважає себе людиною, і вже точно не частиною натовпу. Більшість людей викликають в нього відчуття зневаги. «Люди, людей потрібно любити, люди достойні захоплення. Зараз мене виверне назовні…». Однак на існування людей він дивиться з жалістю, воно для нього таке ж порожнє, як і його власне життя. Герой майже не спілкується з людьми і сильно страждає від цього. Але попри це він не шукає товариства людей, навпаки, свідомо уникає його. У цьому можна побачити один з парадоксів роману. Щоправда, іноді Антуан бачить у натовпі таких же, як він, «що розуміють», однак, «ми нічим допомогти один одному не можемо...».
Трапляється що і в житті Рокантена настають світлі періоди, іноді він навіть почуває себе щасливим. Але ці моменти рідкісні — отже, щастя дуже складно досягти.
За Кисселем, герої Сартра «відкидають будь-яке готове рішення, всілякий автоматизм вчинків, санкціонованих ззовні, встановлених панівним кодексом соціальної моралі. Вони ненавидять тупу, самовдоволену буржуазію, якій ніколи й в голову не приходило сумніватися у своєму праві збирати гроші, ростити черево й увіковічувати лискучі свої фізіономії у повчання нащадкам».

### Природа
У «Нудоті» матеріальний світ складається не стільки з речей, скільки з речовин — аморфних, болотно-хитких, прилипчасто-клейких субстанцій. Герой роману сприймає їх засилля панічно, як «страшну загрозу»… Природа у Сартра — не творча, а поглинальна, вона обволікає людину вологою, брудною поверхнею предметів, не залишає їй ні найменшого просвіту, прагне без залишку розчинити у своїй холодній, безрозмірній утробі. Наприклад море Антуан, бачить так: «НАСПРАВДІ море — холодне, чорне, воно кишить тваринами», або парк — «Дерево шкрябає землю під моїми ногами чорним кігтем».

### Відчуття зайвості
Розмірковуючи, Антуан приходить до висновку, що його існування не просто абсурдне, а що він — «зайвий». "Мені хочеться піти, вирушити туди, де я справді опинюся на своєму місці, на місці, де я буду доречним… Але такого місця немає ніде, я зайвий" — зауважує Рокантен. І не лише він, а і всі  предмети навколо нього також зайві. Ця думка приводить героя до ідеї самогубства. Втім, він знаходить «рятівний вихід» «Я смутно мріяв про своє знищення, щоб ліквідувати принаймні одну з зайвих екзистенцій. Але моя смерть була б зайвою. Зайвим був би мій труп, зайвою — моя кров на цих каменях, серед цих рослин… я був зайвим для вічності» — записує Антуан у свій щоденник.

### Звільнення від Нудоти
Ближче до кінця роману Рокантен, як йому здається, знаходить рішення. Він побачив його у творчості. «Творити — ось велике звільнення від страждань і засіб полегшити життя» — говорив Заратустра Ніцше. Для цього Рокантен вирішує написати книгу, справжню книгу, здатну зробити його існування виправданим і потрібним, він напише історію, яка «повинна бути прекрасною і твердою, як сталь, такою, щоб люди засоромилися свого існування».

## Основні персонажі
Антуан Рокантен — протагоніст, що живе у вигаданому французькому місті Бувіль (його прообразом для Сартра послужив Гавр, де письменник викладав філософію в ліцеї на початку тридцятих років). Назву міста можна перекласти як Бруд-місто. Антуана гризе якась зміна, яка сталася з ним, в ній він і хоче розібратися. Періодично на героя находить відчуття «Нудоти», яке здається йому хворобою, але поступово він усвідомлює, що це сприйняття справжнього буття. Сам роман подається як щоденник Антуана.
Самоук — це чоловік, який уже сім років займається самоосвітою: ходить в бібліотеку і перечитує всі книги в алфавітному порядку. Ще шість років, вважає він, і завершиться його самоосвіта. Тоді він мріє вирушити на Далекий Схід у пошуках пригод. Самоук практично обожнює Антуана, дослухається до кожного слова, завжди радіє їхньому вдвох спілкуванню — якого сам Антуан намагається уникати. Антуана навіть відвідує шалена думка про вбивство Самоука. Зупиняло його насамперед те ж саме, що утримувало від самогубства — ідея про те, що все це буде зайвим. «…крик, який випустить Самоук, буде зайвим — та кров, що поллється у нього по щоці, і метушня людей — теж зайвими. І так існує достатня кількість речей». Одного разу він розповів Антуану про свою любов до людей, на що той жорстко відповів: «…людей так само неможливо ненавидіти, як неможливо їх любити». Герой Сартра тоді називає себе якщо не антигуманістом, то просто НЕ гуманістом. Людина для Самоука — безумовна цінність, що не допускає сумнівів. Задля служіння цієї цінності Самоук записався в соціалістичну партію, після чого його життя стало святом: він живе для інших. Цей факт у Рокантена викликає лише іронію.
Анні — думки про Анні, з якою Антуан розлучився кілька років тому, починають відвідувати його все частіше з того часу, як з ним відбулася зміна, відтоді як він захворів на нудоту. А записка, яку вона присилає, пробуджує в ньому спогади про неї, і герой вже не може не думати про Анні. Коли вони все-таки зустрічаються, ця подія наводить на Антуана тугу за минулим, яке, втім, все одно не повернути, що дуже пригнічує героя. Ми бачимо, що Антуан і Анні чимось схожі. Анні живе, оточена померлими пристрастями. Зустріч з Анні тільки ускладнює тяжке становище протагоніста. І після повернення в Бувіль він страждає від самотності ще сильніше.

## Видання українською
- Сартр Ж-П. Нудота. Мур. Слова. Пер. з фр. Владислав Борсук, Олег Жупанський. Київ: Вид-во Соломії Павличко «Основи», 1993. 464 с.
- Сартр Ж-П. Нудота: роман, п'єси. Пер. з фр. Олег Жупанський Харків: Фоліо, 2006. 351 с.
- Сартр Ж-П. Нудота. Пер. з фр. Елла Євтушенко. Київ: Book Chef, 2022. 256 с.